# Phryneta marmorea
Phryneta marmorea es una especie de escarabajo longicornio de la subfamilia Lamiinae. Fue descrita científicamente por Olivier en 1795.
Se distribuye por Madagascar. Posee una longitud corporal de 20-36 milímetros. El período de vuelo de esta especie ocurre en los meses de julio y noviembre.
Phryneta marmorea se alimenta de plantas y arbustos de la subfamilia Mimosoideae.

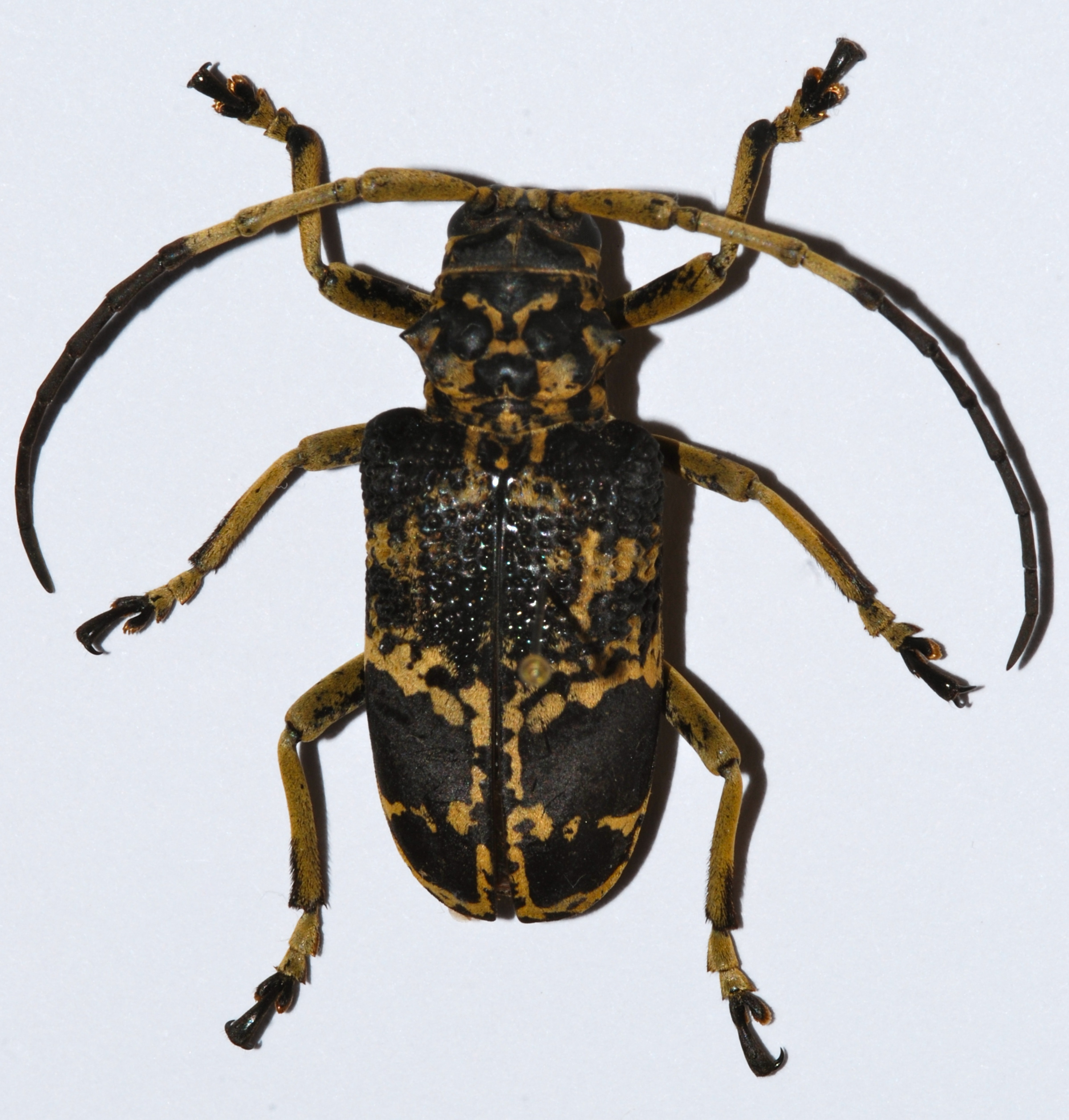
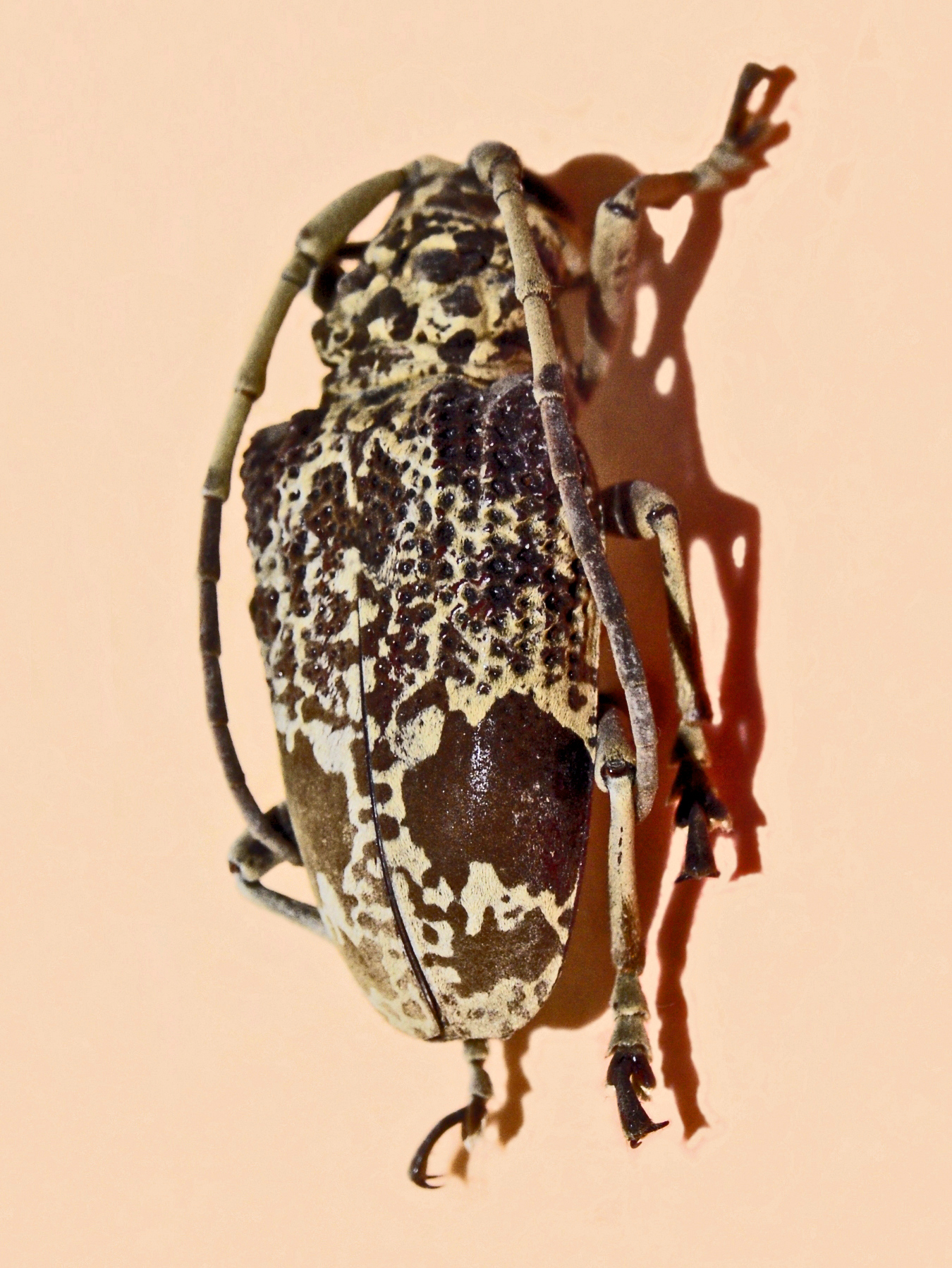